# 16975 Delamere
16975 Delamere este un asteroid din centura principală de asteroizi.

## Descriere
16975 Delamere este un asteroid din centura principală de asteroizi. A fost descoperit pe 27 decembrie 1998 la Stația Anderson Mesa în cadrul programului LONEOS. Asteroidul prezintă o orbită caracterizată de o semiaxă mare de 2,39 ua, o excentricitate de 0,22 și o înclinație de 10,7° în raport cu ecliptica.